# Де Лазари, Александр Николаевич
Александр Николаевич Де Лазари (12 сентября 1880 — 23 февраля 1942) — подполковник генштаба Российской империи, один из первых военачальников Красной армии, военный учёный и первый историк войск Радиационной химической и биологической защиты, генерал-майор (1940). Сын генерала Николая де Лазари, брат Константина де Лазари.

## Биография
Род де Лазари происходит от Дмитриоса де Лазари — уроженца греческого острова Занте (Закинф), из греческих дворян, в 1780 году поступившего к Екатерине II на службу; в награду ему были пожалованы земли в Карасубазаре в Крыму. Дед Константина Николаевича воевал в русской армии в Отечественную войну 1812 года. По сложившейся семейной традиции Де-Лазари никаких источников доходов в России, кроме военной службы, не имели. После окончания Омского кадетского корпуса А. Н. Де Лазари поступил в Константиновское артиллерийское училище в Петербурге, которое закончил в 1901 году. Прослужив 6 лет на командных должностях в конной артиллерии, Александр Николаевич поступил в Академию Генерального штаба, где обучался до 1909 года. После её окончания Александр Николаевич некоторое время служил в Генеральном штабе.
С началом Первой мировой войны он был направлен в действующую армию для разведывательной работы. Во время Лодзинской операции (11-25 ноября 1914) Де-Лазари занимал должность начальника разведывательного отдела штаба 2-й армии. Здесь он проявил зафиксированные в архивных документах мужество и храбрость. Так в донесении командующего 2-й русской армией генерала С. М. Шейдемана было отмечено следующее: «8 ноября 1914 г. под Лепчицей ротмистр Де Лазари, по собственной инициативе, несмотря на уход всего штаба корпуса, остался на прежнем месте для выяснения истинной обстановки, и, получив новые сведения, успел донести мне — это оказало влияние на дальнейший ход лодзинской операции.
5 ноября 1914 г. в районе Липицы, когда всякая связь штаба армии с корпусом была прервана, единственный ротмистр Де Лазари оказался живой связью, явился ко мне и выполнив полученные приказания, подвергая свою жизнь явной опасности, выручил 2-й сибирский корпус из тяжелого положения, а вместе с тем и весь правый фланг 2-й армии».

Подполковник Генерального штаба А. Н. Де Лазари

В Красную армию А. Н. Де-Лазари вступил 23 февраля 1918 г. Его брат эмигрировал в Польшу. Карьера в Красной армии складывалась у Де-Лазари удачно. В 1918 г. он — начальник оперативного отдела штаба Западного фронта, начальник штаба и помощник военрука Смоленского района, начальник оперативного управления, начальник штаба Западного военного округа. В 1919 г. — начальник штаба и помощник командующего Западно-Сибирским военным округом, в 1920 г. — начальник штаба 3-й трудовой армии Восточного фронта, в 1921—1922 гг. — редактор Военно-исторической комиссии Высшего военного редакционного совета. В 1922—1932 гг. он старший преподаватель кафедры военной истории Военной академии РККА им. М. В. Фрунзе. С 1932 г. его служба проходит в Химических войсках. В 1932—1940 гг. — преподаватель Военной академии химической защиты, в 1940—1941 гг. — профессор Военной академии химической защиты.
В ночь на 25 июня 1941 он был арестован. 13 февраля 1942 решением ОСО при НКВД СССР осужден «как участник антисоветского военного заговора» и расстрелян 23 февраля 1942 года. Определением Военной коллегии Верховного Суда СССР от 28 апреля 1956 года А. Н. Де-Лазари был реабилитирован.
Научная деятельность Александра Николаевича началась ещё тогда, когда он служил в Генштабе императорской армии. Перу А. Н. Де-Лазари принадлежит ряд статей по военным вопросам в военной энциклопедии, вышедшей в 1912 г. После окончания гражданской войны он продолжил научные исследования, что нашло своё отражение в ряде статей в «Большой советской энциклопедии». Среди них «Первая мировая империалистическая война 1914—1918 гг.», «Полтавское сражение 1709 г.». В «Военно-историческом журнале» А. Н. Де-Лазари опубликовал работы «Русская артиллерия в Мировой войне 1914—1918 гг.» (1940), «Календарь военных событий» (1940), «Военное вооружение Польского государства» (1940), «Химическое оружие в прошлом и настоящем» (1940).
В течение более 20 лет он работал над капитальным трудом «Синхронистические таблицы событий Первой мировой и Гражданской войн 1914—1922 гг.». Однако этот труд не был издан, в настоящее время его местонахождение неизвестно.

## Семья
Его дочь Долли (Александра) Александровна де Лазари была замужем за профессором Московской консерватории В. В. Борисовским.
Его племянница Ксения Дмитриевна Гольдберг (урождённая Лухманова, 1903—2001) была замужем за капитаном первого ранга Г. А. Гольдбергом.
По мнению цветаеведа Е. Сысоева Александра Николаевича связывали романтические отношения с актриссой Софьей Голлидей, именно из-за него она оставила МХАТ и уехала в Симбирск. Эта версия требует подтверждений.

## Воинские звания
- полковник (1936)
- комбриг (13.02.1937)
- генерал-майор (4.06.1940)

## Награды
- Ордена Святой Анны 2-й и 3-й степеней
- Ордена Святого Станислава 2-й и 3-й степеней
- Георгиевское оружие (04.03.1917) — За бои 03.11.1914 под Ленчицей и 05.11.1914 под Липинами

## Труды
- Атлас схем к труду Зайончковского. — М., 1924.
- Пролетарская революция на весах Мировой войны 1914—1918. // В кн. «Десятилетие мировой войны. Сборник статей». М., 1925.
- Гражданская война в России в схемах. Выпуск первый. 1917—1918. — Госиздат, 1925.
- Гражданская война в России в схемах. Выпуск второй. 1919—1920. — Госиздат, 1926.
- Мировая империалистическая война 1914—1918 гг. Атлас схем. — М.: Гос. воен. изд., 1934.
- Краткий исторический очерк развития химического оружия по опыту мировой войны 1914—1918 гг. — М., 1934.
- Важнейшие операции гражданской войны: Ликвидация трех походов Антанты. (Бугуруслано-Уфимская, Орловско-Кромская и Перекопская операции). — М, 1934.
- Химическое оружие на фронтах Мировой войны 1914—1918 гг. — М.: гос. воен. изд., 1935.
- Активная оборона корпуса. По опыту действий 25-го армейского корпуса в 1915 г. — М.: Воениздат, 1940.
- Мировая война 1914—1918 гг. / А. Зайончковский. А. Де Лазари — [Издание 3-е]. — Москва : Воениздат, 1938 (Ленинград: типография им. К. Ворошилова). — Т. 3: Схемы : с № 1 по № 64; 20 см .
- Конспект краткого курса истории военного искусства от древних веков до XX века. — М., 1939.
- Де Лазари А. Н. Химическое оружие на фронтах Мировой войны 1914—1918 гг.: Краткий исторический очерк / Науч. ред. и коммент. М. В. Супотницкого. — М.: Вузовская книга, 2008. — 268 с. — 300 экз. — ISBN 978-5-9502-0314-5.